# Abbreviatur (Paläografie)

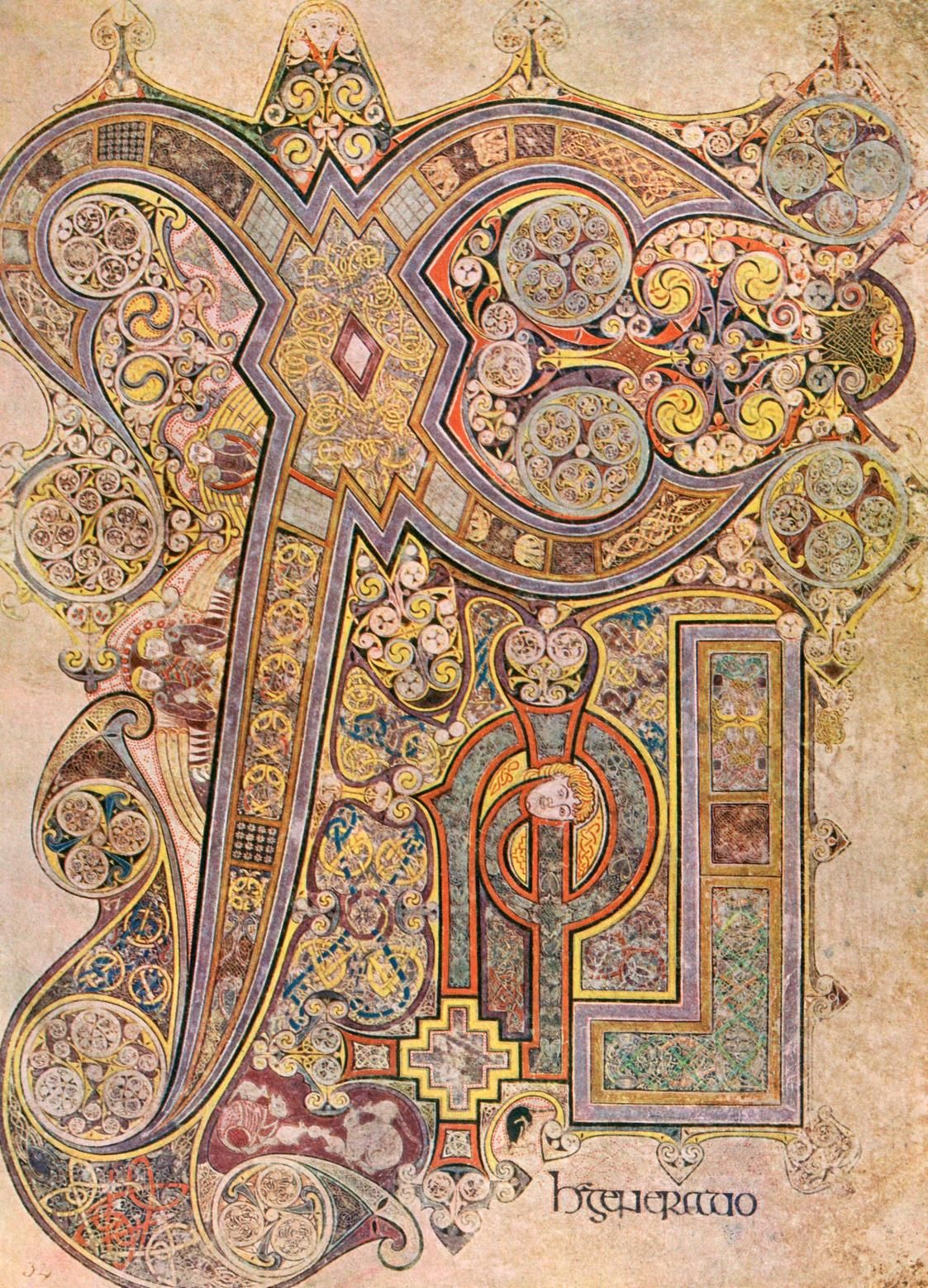
Fol. 34r des Book of Kells mit XPI (= Christi) h (= autem) generatio. Die Verwendung der griechischen Buchstaben Chi und Rho ist in mittelalterlichen lateinischen Texten Standard.

Als Abbreviatur (lat. abbreviare, „abkürzen“) bezeichnet man Schriftzeichen, die als Abkürzung für Silben oder ganze Wörter stehen. Es handelt sich um einen Fachbegriff der Paläographie, der vor allem bei mittelalterlichen Handschriften, aber auch noch in frühen Drucken insbesondere in lateinischer Sprache verwendet wird.

## Varianten

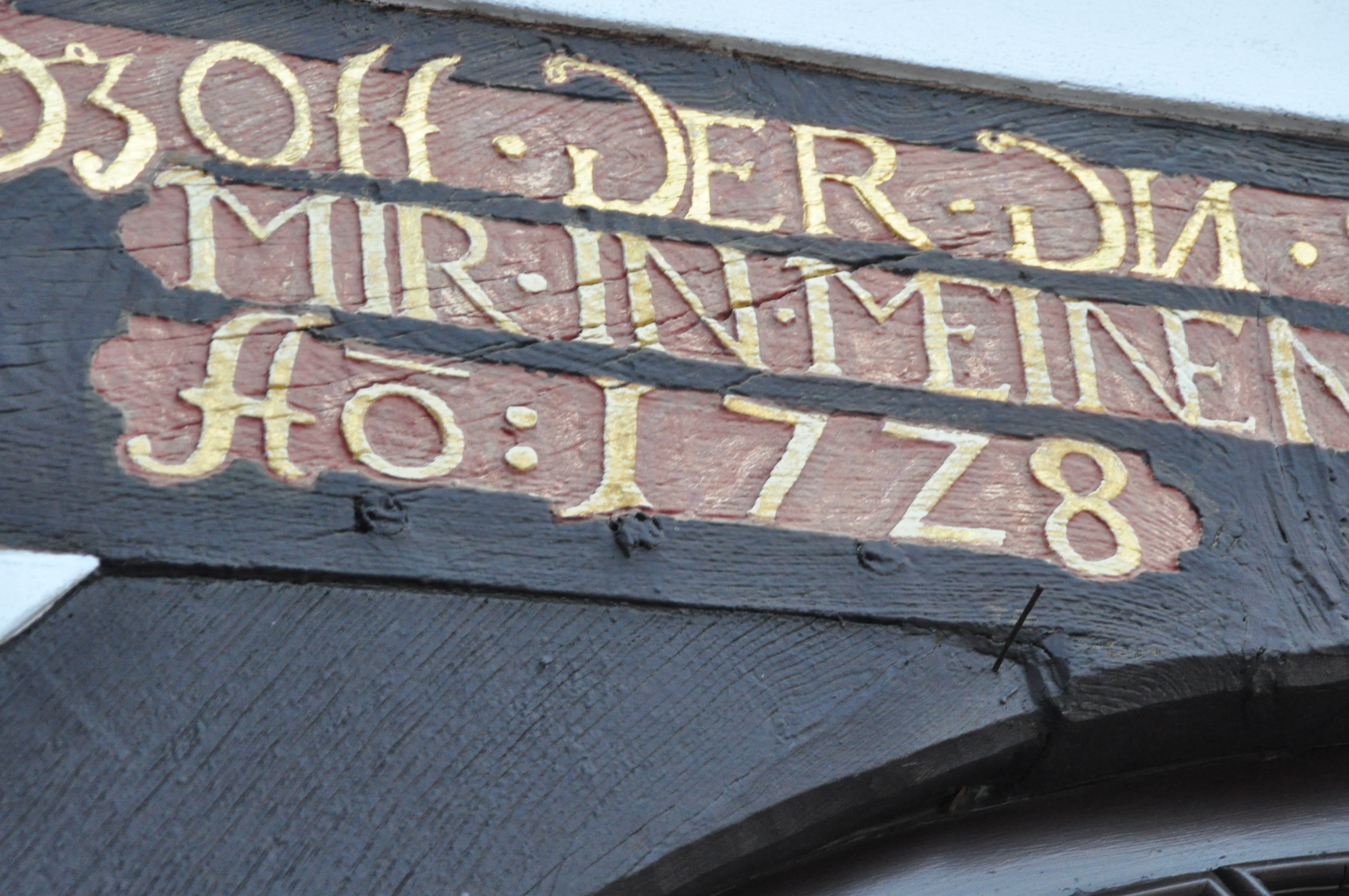
Kontrahierende Abbreviatur „Aō:17Z8“ (für „Anno [domini] 1728“, dt. „Im Jahre des Herrn 1728“) auf einem Spruchbalken in Fischbeck (Weser)

Suspension bezeichnet die Weglassung von Buchstaben am Wortende, die durch Punkt, Überstreichung und Ähnliches ersetzt werden können. Dabei bleibt oft allein der erste Buchstabe (Initiale) erhalten, der Rest wird gekürzt. Beispiele: 
- Anno Domini → A. D.
- debet → deb.
- et cetera → etc.

Kontraktion bezeichnet die Weglassung von Buchstaben im Mittelteil, die durch Überstrich ersetzt werden können. Beispiele: 
- Iesus Christus  → ihs xps
- omnipotens → omps

Durch die Verwendung der Nomina sacra werden griechische mit lateinischen Lettern vermischt. Im ersten Beispiel stammen h, x und p  von den Unzialen  (η, ê),  (χ, ch) und  (ρ, r) her.
Ligaturen gehören nicht zu den Abbreviaturen, da bei Ligaturen kein Buchstabe wegfällt, die Buchstaben werden nur verbunden geschrieben. In längeren Zeiträumen können sich Ligaturen in der Art weiterentwickeln, dass im Ergebnis Zeichen eingespart werden. Beispiele hierfür sind das Zeichen & und der Buchstabe ß. Auch in solchen Fällen handelt es sich jedoch nicht um Abbreviaturen.

## Entstehung

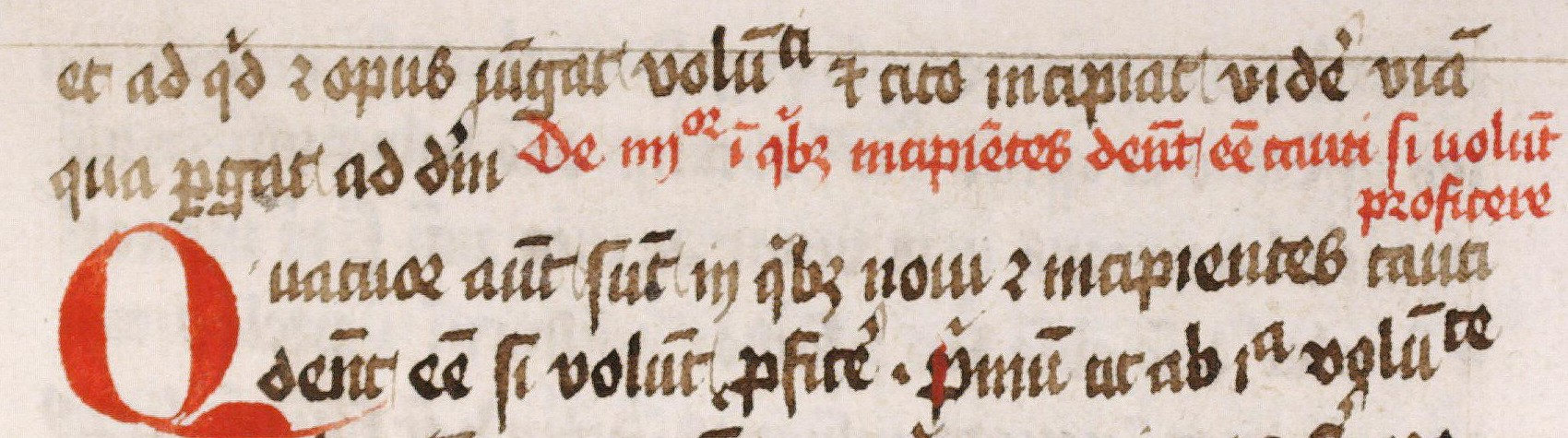
Lateinische Handschrift des 15. Jahrhunderts mit Abkürzungen

Bereits antike Handschriften verwenden die Prinzipien von Suspension und Kontraktion, die in mittelalterlichen Texten fortgeführt werden.
Suspensionen wurden in der Antike zunächst bei Epigraphen verwendet, zunehmend aber auch in juristischen Texten. Um der erschwerten Lesbarkeit zu begegnen, wurde 535 der Gebrauch dieser sogenannten notae iuris verboten, dauert aber zum Teil bis ins Mittelalter fort.
Den Ursprung der Kontraktionen erklären ältere Entstehungshypothesen über die Nomina sacra. Ludwig Traube führte sie direkt auf das hebräische Tetragramm JHWH für Jahwe zurück. Die damit gemeinten Kurzschreibungen für als heilig betrachtete Personen, Eigenschaften oder Gegenstände (Jesus, Christus, deus, dominus, spiritus etc.) jedenfalls nehmen seit dem 2. Jh. n. Chr. zu, insbesondere in jüdisch-christlichen Texten. Dabei ist insbesondere über christliche Texte eine mittelalterliche Rezeption selbstverständlich. Auch Wörter für profane Gegenstände und Personennamen wurden aber zunehmend nach denselben Prinzipien gekürzt wie Nomina sacra. Jüngere Forschungsmeinungen bestreiten deshalb, dass mit den Nomina sacra allein schon das Kontraktionsprinzip erklärt sei.

## Funktionen

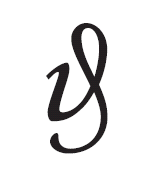
Das Tilgungszeichen hat sich aus einem kleinen d entwickelt, einer Abkürzung für lateinisch deleatur („das ist zu tilgen“)

Abbreviaturen dienen vordergründig der Ersparnis von Zeit und Platz beim Schreiben. Darüber hinaus können sie, wie etwa das Sigel oder das Monogramm, weitere Funktionen erfüllen (Zitate nach Jürgen Römer, 1997):
- „Texte übersichtlicher zu gestalten und dadurch besser lesbar zu machen“
- „zum Erreichen und Bewahren bestimmter Layoutvorstellungen“
- „Erzeigen von Reverenz, Ehrfurcht und diplomatischer Höflichkeit“
- „um Texte künstlich zu verschleiern“
- „als Zierelemente“
- Signal für Professionalität im Schriftverkehr

## Systematisierungsversuche
Zwar lassen sich weitverbreitete Konventionen benennen und z. B. Adriano Cappelli, dessen Darstellung von 1899 nach wie vor gebräuchlich ist, versucht „[d]as brachygraphische System des Mittelalters“ zu fassen. Viele Abbreviaturen wurden aber von Schreibern individuell gebildet. Daher ist es nicht immer möglich, die Abbreviaturen eindeutig aufzulösen.
Cappellis Systematisierung schlägt eine Einteilung in sechs Typen vor:
1. durch Abkürzungszeichen mit eigener Bedeutung
2. durch Abkürzungszeichen mit veränderlicher Bedeutung
3. durch Abbrechung
4. durch Kontraktion
5. durch konventionelle Zeichen[4]
6. durch übergeschriebene Buchstaben

Leo Santifaller schlug in einer Darstellung von „Abkürzungen in den ältesten Papsturkunden (788–1002)“ eine abweichende Klassifikation vor. Zunächst unterscheidet er nach den verwendeten Zeichen:
1. Besondere Abkürzungszeichen

Schließlich listet er als Abkürzungstypen:
1. Häkchen
2. Nomina sacra
3. Notae iuris: c für cum, ee für esse, qd  für quod etc.
4. Punkt
5. Strich
6. Suspension und Kontraktion
7. Verbindung von Punkt und Häkchen